# Uusi Päivä (Åbo)
Uusi Päivä (finska för "ny dag") är en folkdemokratisk (kommunistisk) tidning som grundades 1945 i Åbo.
Fram till 1969 utkom den sex gånger per vecka, därefter fem gånger[källa behövs]. 1969 upphörde tidningen som dagstidning, och prenumeranterna överfördes till Kansan Uutiset. Den utkom därefter som månadstidning, och under delar av 1973 som veckotidning, men upphörde helt i oktober 1973.